# Tyttobrycon shibattai
Tyttobrycon shibattai — вид харациноподібних риб родини харацинових (Characidae). Описаний у 2019 році.

## Поширення
Ендемік Бразилії. Відомий лише у типовому місцезнаходженні — невеликій річці Іна, притоці Абуни в басейні Мадейри в штаті Акрі неподалік з кордоном Болівії на заході країни.

## Екологія
У 2019 році було спіймано дві рибки. Типова місцевість — відносно неглибока річка, її найглибша частина сягає 60 см і мала мутно-коричневу воду. Дно річки складене з глини та піску. Фізико-хімічні параметри води: температура 30,5 °С, вміст кисню 6,3 мг/л, pH 6,31, мікропровідність 62,1 мкг/см. Єдиним синтопічним видом, зібраним з Tyttobrycon shibattai, був Tridentopsis sp., що в цьому районі є досить численним.
Вміст шлунка зібраних зразків складався переважно з рослинних решток та водорості, а також деяких автохтонні безхребетних з переважанням остракод. Вміст шлунку в одного з неповнолітніх екземплярів представлений переважно рослинами та водоростями.